# Пилштањ
Пилштањ (словен. Pilštanj) је село у општини Козје, која припада Савињској регији у Републици Словенији.

## Становништво
По последњем попису из 2002. г. насеље Пилштањ имало је 127 становника.

## Историја
Село припада историјској покрајини Доња Штајерска. У близини села налазе се рушевине 2 замка: замак Пилштањ (нем. Peilenstein) из 11. века (напуштен у 17. веку) и Хартенштајн (нем. Hartenstein) из 13. века. Кметови из овог места учествовали су у сељачкој буни 1573.